# Inducción analítica
La inducción analítica es una estrategia de investigación en sociología destinada a desarrollar sistemáticamente explicaciones causales para ciertos tipos de fenómenos. Fue descrita por primera vez por Florian Znaniecki en 1934, en contraste con la inducción enumerativa, característica del análisis estadístico. Cuando se alcanza este último con correlaciones probabilísticas, Znaniecki insistió en que la ciencia debe preocuparse por descubrir las causas universales, y que en las ciencias sociales la inducción analítica es el medio para descubrirlas.
La inducción analítica comienza con el estudio de un pequeño número de casos de un fenómeno a explicar, buscando similitudes que apunten a factores comunes. Una vez que se ha desarrollado una explicación hipotética, se examinan más casos. Si alguno de estos no se ajusta a la hipótesis, o se reformula la hipótesis -para que coincida con las características de todos los casos estudiados hasta ahora o se redefine el planteamiento original del tipo de fenómeno a explicar- sobre la base de que no representa una categoría causalmente homogénea. Luego se estudian más casos, hasta que no parezcan surgir más anomalías.
El enfoque fue perfeccionado y aplicado por Alfred Lindesmith en su estudio sobre la adicción a los opiáceos., y Donald Cressey en una investigación sobre el abuso a la confianza financiera (malversación de fondos). Posteriormente también lo utilizó Howard S. Becker en un estudio sobre el uso de marihuana.
Este método ha sido objeto de críticas considerables, en particular por W. S. Robinson, quien argumentó que solo podrían ser descubiertas las condiciones necesarias no suficientes para la producción del fenómeno que se investiga.
Hay algunas similitudes con otros enfoques, pero también diferencias importantes con ellos, en particular con la teoría fundamentada y el análisis comparativo cualitativo. Quizá la característica más distintiva e importante de la inducción analítica es el reconocimiento de la necesidad potencial de refinar y desarrollar esa categorización inicial de lo que se explicará en el trascurso de una producción de explicaciones.